# Filetismo

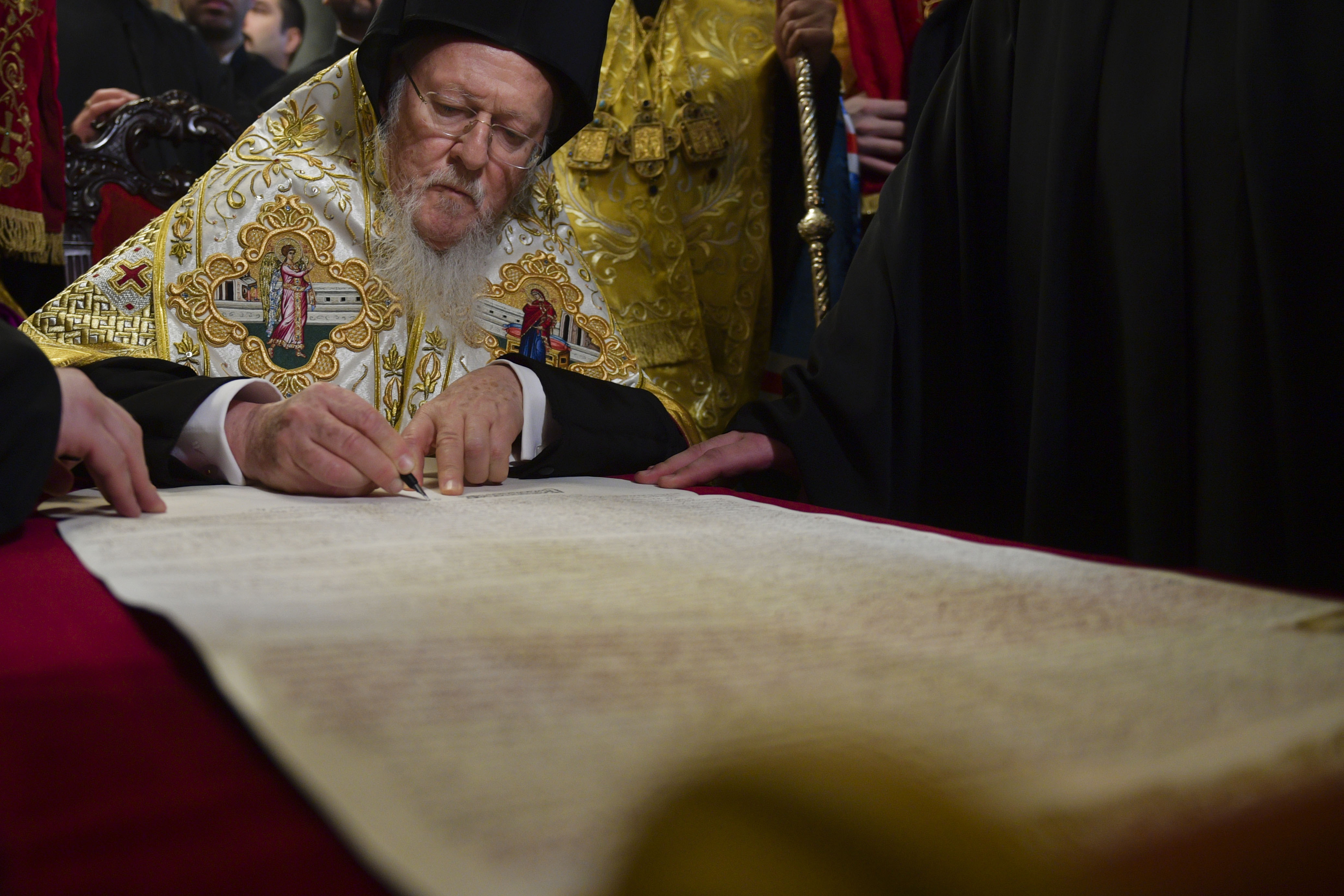
Bartolomeu reconhece a Igreja Ortodoxa da Ucrânia, mas acusa os búlgaros de etnofiletismo.

Filetismo é um neologismo feito no conselho local de Constantinopla em 1872 e com um propósito anti-búlgaro. Em certo sentido, é a antítese do ecumenismo.
Os gregos e fanariotas que dominaram o Patriarcado Ecumênico no século XIX conseguiram estabelecer uma igreja nacional para o Reino independente da Grécia – com um tomos de 29 de junho de 1850. Tomos catalisou de forma incrível o sentimento folk búlgaro nos Bálcãs durante o renascimento búlgaro. 
Em 3 de abril de 1860, Páscoa, na Igreja de Santo Estêvão dos Búlgaros, Hilarion Makariopolski deliberadamente não mencionou o nome do Patriarca Ecumênico Cirilo VII de Constantinopla, declarando-se etnarca ou patriarca da autocefalia. Essa "omissão" ressoa não apenas em Constantinopla, mas em todo o mundo, porque as terras búlgaras são a base do Império Otomano na Europa e uma aproximação a Constantinopla. O czar russo é suspeito de iniciar a ação. A comunidade grega se uniu contra a "impudência" e em um conselho local em 1872 declarou um cisma sobre o exarcado búlgaro, que foi reconhecido como tal não por um conselho totalmente ortodoxo, mas pelo sultão otomano com um firmano no final de 1870.
O cisma sobre a Igreja Ortodoxa Búlgara surgiu após a Segunda Guerra Mundial. Em novembro de 2015, durante uma visita a Sófia, Bartolomeu I de Constantinopla fez uma declaração escandalosa sobre o mérito, acusando os búlgaros de terem uma igreja autocéfala não canônica e étnica. O retorno dos valores culturais à Grécia é desejado em meio à disputa sobre o nome da Macedônia. Dos países de língua portuguesa, o Brasil havia reconhecido a Macedônia pelo nome em autodeterminação, e Portugal defendia a posição grega.